# Sacro Monte di Belmonte
El Sacro Monte di Belmonte es un santuario italiano ubicado en Castellamonte, provincia de Turín, en el Piamonte. Es uno de los nueve Sacri Monti de Piamonte y de Lombardía incluidos en la lista del Patrimonio Mundial de la Unesco desde 2003. La entidad «Riserva naturale speciale del Sacro Monte di Belmonte» tiene su domicilio en Corso Massimo d'Azeglio, 216, 10081 Castellamonte (TO).

## Historia

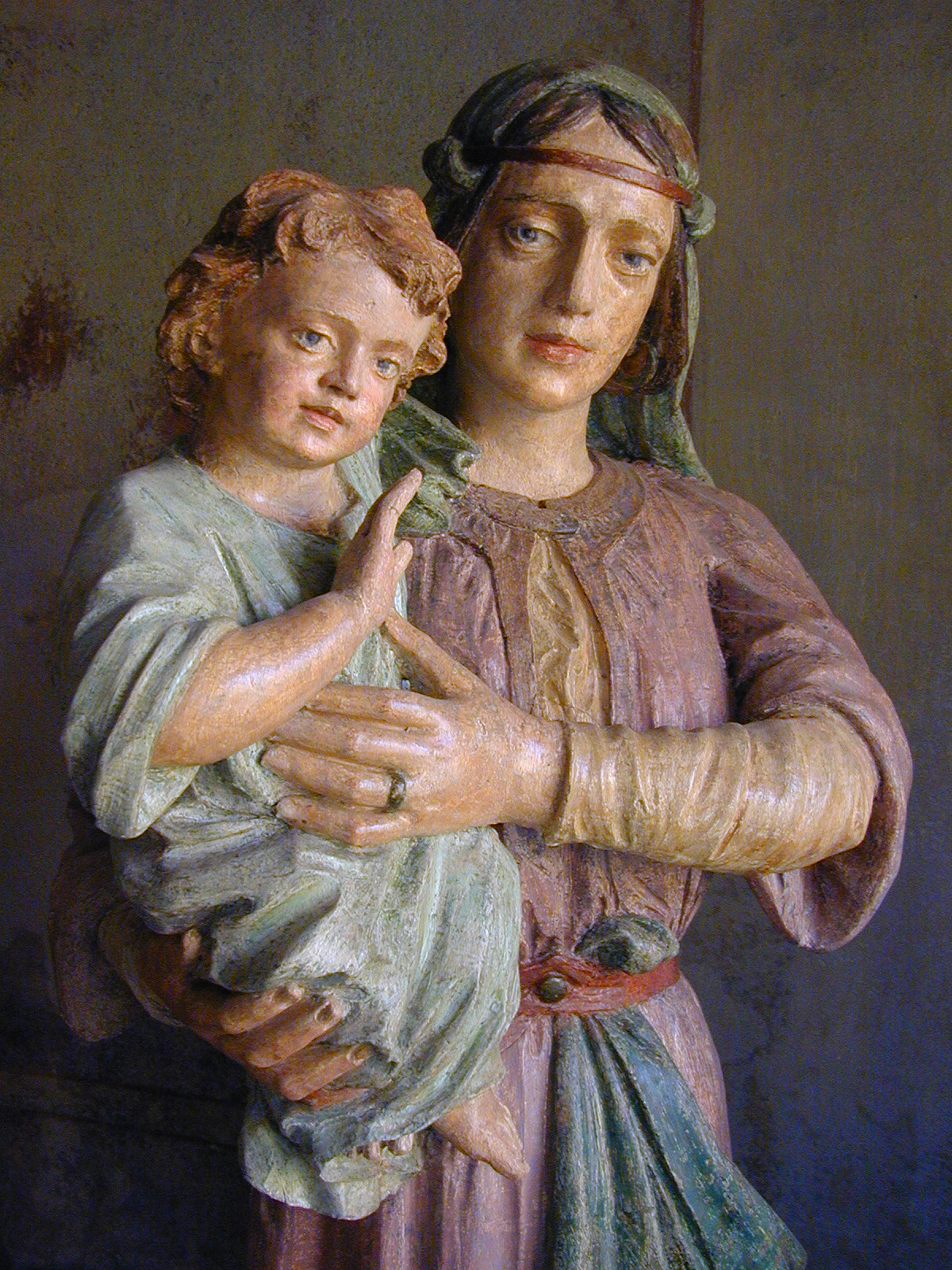

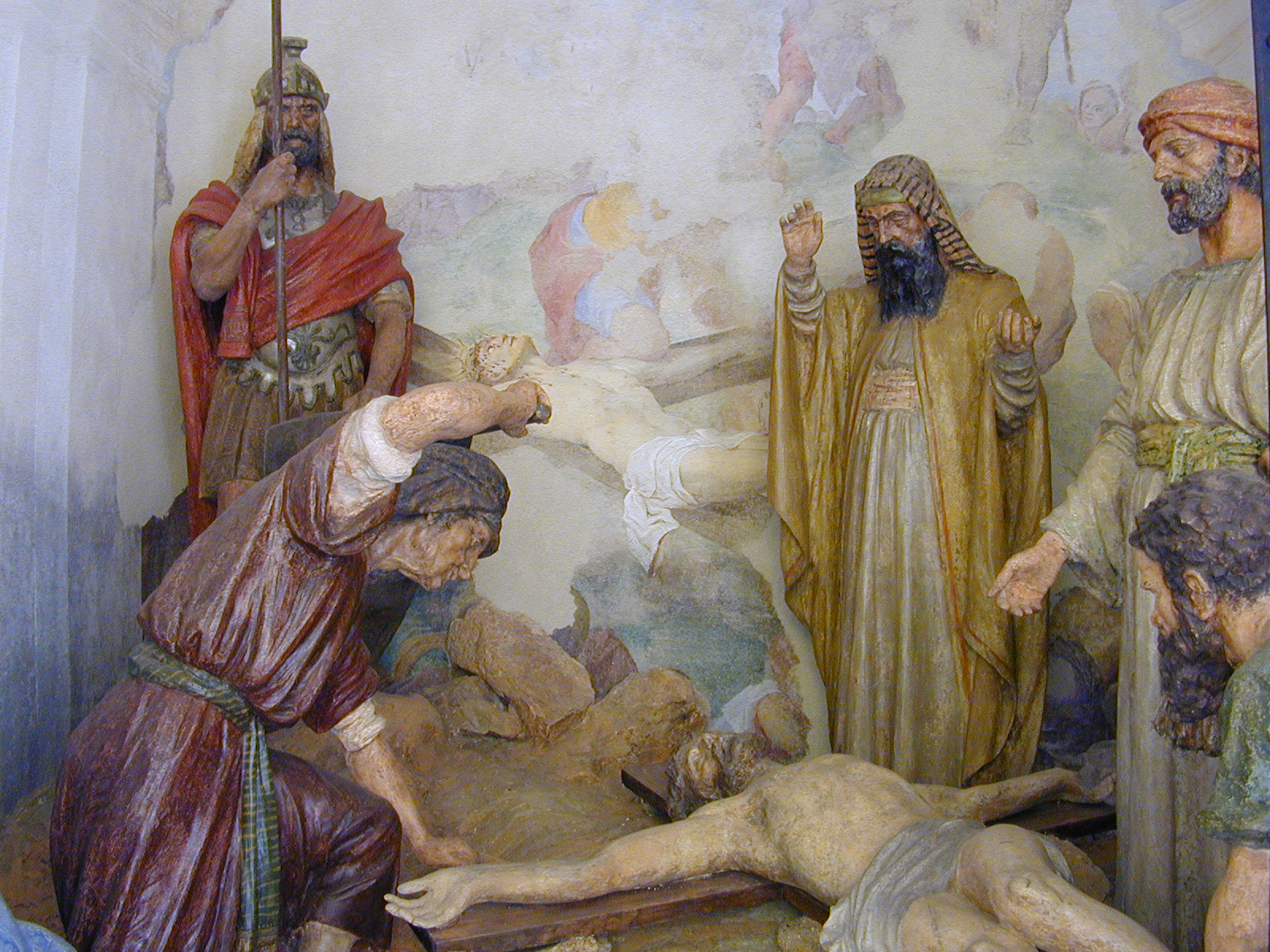

A la entrada del Valle del Orco, el Monte Sacro de Belmonte domina Valperga y Cuorgné. Probablemente los asentamientos religiosos en el Monte Sacro tienen raíces lejanas, como demuestran los capiteles encontrados en ellos. Según la tradición popular el promotor del Santuario de Belmonte habría sido el primer rey de Italia, Arduino. Lo que se sabe de seguro es que aquí, desde 1197, surgió un monasterio benedictino, según algunos masculino, según otros muy probablemente femenino.
En 1326 se establecieron las monjas de santa Escolástica, pero abandonaron el monte dos siglos más tarde, como consecuencia de las imposiciones del Concilio de Trento. Los monjes franciscanos menores se instalaron a principios del siglo XVII, reconstruyeron el Santuario, proyectaron y realizaron el conjunto devoto. 
Su construcción se remonta al siglo XVIII, gracias al padre menor observante Michelangelo da Montiglio. A partir del año 1712, el padre Michelangelo, consiguió edificar, en muy pocos años, las primeras ocho capillas. Establecidos los extremos con las capillas 1 y 6, donde el recorrido gira hacia el camino de vuelta, siguió con la construcción de algunas etapas intermedias. La estructura quedó completamente definida, pero con la desaparición de su fundador, las obras se pararon durante unos cuarenta años. La construcción se reanudó en 1759, pero se interrumpió de nuevo después de 1781, al ser suprimidas las órdenes monásticas. En este momento el conjunto del Monte Sacro estaba casi terminado.
Las devastaciones sucesivas causaron notables daños en las estatuas originarias. La última capilla, la decimotercera, fue construida en 1825. El recorrido había previsto una decimocuarta capilla, el Sepulcro, pero incluida en la hospedería y arquitectónicamente alterada. En 1872 el padre Rolle fundó una capilla dedicada a San Simeón Stilita, convertida después en pequeño panteón de los duques de Valperga. A principios del XX se realizan las primeras restauraciones: algunas pinturas se restauraron y se sustituyeron numerosas estatuas por otras de escayola.

## Arquitectura y arte

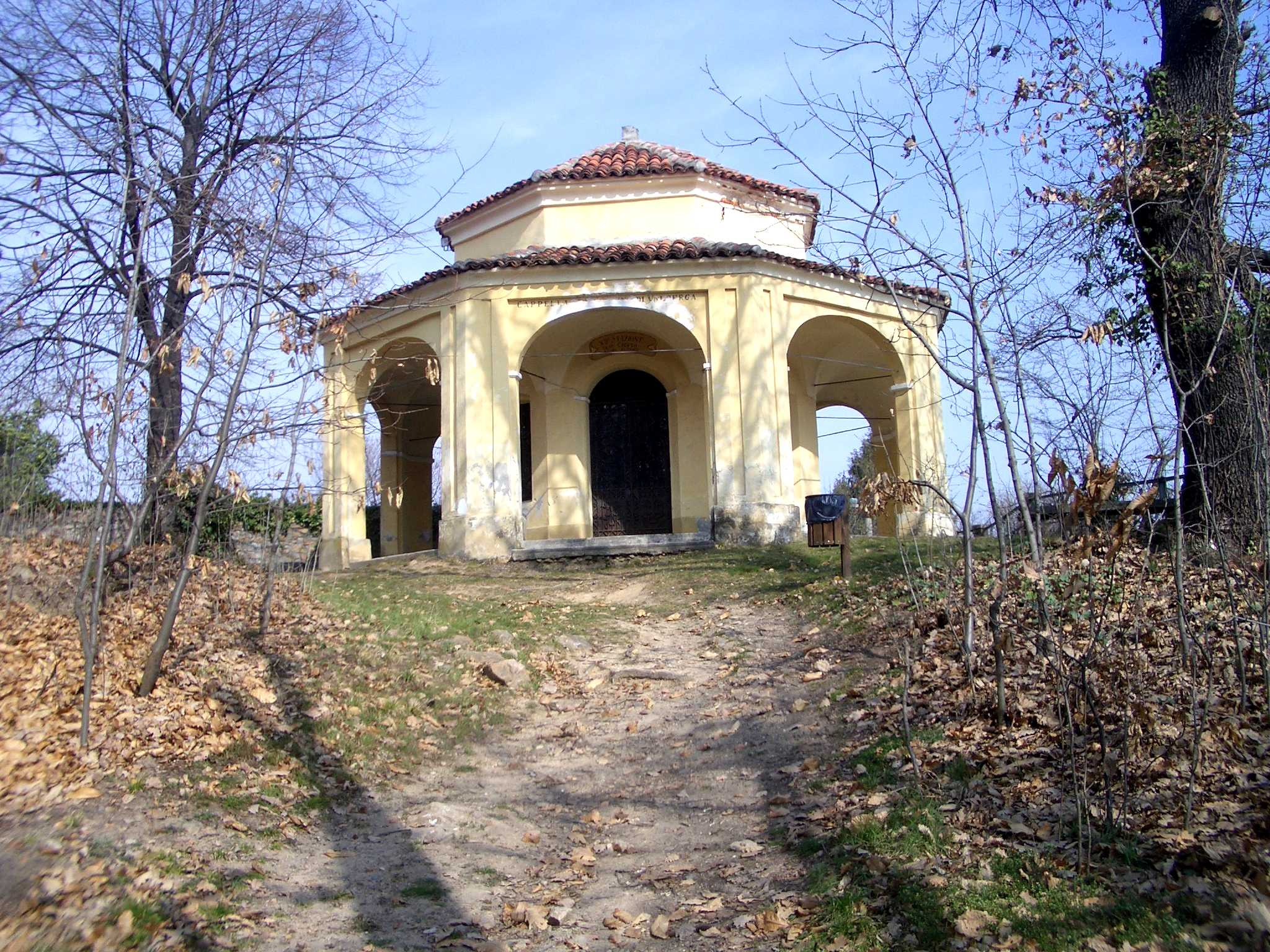
Capilla de la Crucifixión, una de las que conforman el Sacro Monte de Belmonte.

Al notable interés naturalístico, histórico y religioso, el sacromonte de Belmonte asocia un interés artístico que no puede ser considerado menor, en comparación con el resto de los Sacri Monti del Piamonte y la Lombardía.
El conjunto monumental está formado por un santuario, en torno al cual, se desarrolla un recorrido circular de devoción, salpicado por trece capillas dedicadas a los Misterios del Rosario. La línea es neta, esencial, formando un anillo que parte del santuario y lo rodea. Todas las capillas tienen la misma estructura, una nave de planta distinta y ábside poligonal, con un pórtico en el que aparece la visión de la escena sagrada. Las capillas albergan estatuas y frescos con las escenas de la Pasión de Cristo. Obra de autores desconocidos, aunque trabajaban en los talleres de trabajo en terracota de Castellamonte, las estatuas, hoy sin embargo en mal estado de conservación, ofrecen un ejemplo interesante del lenguaje simple y popular en el cual el arte sagrado del siglo XVIII se desarrolla lejos de los principales centros artísticos. El lenguaje es más plástico que pictórico, las estatuas son sencillas y populares, con gestos vivos y conmovedores. Sólo se conserva una parte de las estatuas originales del siglo XVIII en terracota de Castellamonte, las demás o están muy deterioradas o han sido sustituidas por otras más recientes en escayola.
Destaca una estatua de la Virgen entronizada, tallada en un solo bloque de madera, ubicada en un bello nicho de la cornisa dorada. Se trata de obra de artista desconocido y se esculpió con anterioridad al año 1600.
En el tímpano de la fachada destaca el fresco del pintor Giacomo Grosso, uno de los más significativos artistas turineses entre finales del siglo XIX y principios del XX. Representa a la Virgen de Belmonte con el rey Arduino, San Francisco y otros santos arrodillados a los lados.